# Elena Cecchini
Elena Cecchini (født 25. maj 1992) er en italiens cykelrytter, der kører for SD Worx-Protime. Udover landevejsløb har hun også konkurreret indenfor banecykling. Hun vandt sølv ved U23 EM i banecykling 2012 i pointløbet.
Hun deltog ved VM i landevejscykling 2013 i kvindernes holdtidskørsel i Firenze. I 2014 kørte hun for Estado de México-Faren Kuota holdet. I november 2015 blev hun annonceret som en del af Canyon-SRAM holdets trup til 2016 sæsonen. Hun vandt titlen som italiensk mester i linjeløb i 2014, 2015 og 2016.